# Xã Violet Hill, Quận Izard, Arkansas
Xã Violet Hill (tiếng Anh: Violet Hill Township) là một xã thuộc quận Izard, tiểu bang Arkansas, Hoa Kỳ. Năm 2010, dân số của xã này là 350 người.